# Benno Schubert
Karl Benno Schubert (* 8. November 1877 in Krosno, Kreis Schrimm; † 28. Februar 1957 in Schlüchtern) war ein deutscher Kommunalpolitiker (SPD) und Abgeordneter des Provinziallandtages der preußischen Provinz Hessen-Nassau.

## Leben
Benno Schubert wurde als Sohn des Lehrers und Kantors Emil Johann Schubert (1842–1900) und dessen Gemahlin Ida Adelaide Berger (1847–1896) geboren. Er war politisch engagiert, wurde Mitglied der SPD und Stadtverordneter in Frankfurt-Griesheim. Hier bekleidete er von 1922 bis 1928 das Amt des Bürgermeisters und erhielt 1930 einen Sitz im Kurhessischen Kommunallandtag des Regierungsbezirks Kassel, aus dessen Mitte er ein Mandat für den Provinziallandtag der Provinz Hessen-Nassau erhielt. Er blieb bis April 1933 in den Parlamenten und wurde durch den Abgeordneten Georg Riehm abgelöst.

## Sonstiges
Schubert war der letzte Bürgermeister des Ortes Griesheim, der 1928 durch sein Zutun nach Frankfurt eingemeindet wurde. In einem kleinen Park, der seit 2010 seinen Namen trägt, erinnern eine Gedenktafel und ein Mammutbaum an dieses Ereignis.